# Fonte FM
Fonte FM é uma emissora de rádio brasileira sediada em Goiânia, capital do estado de Goiás, opera na frequência FM 92.3 MHz, originada da migração AM-FM.

## História
A rádio operava em Goiânia (GO) em 103.7 FM concessão da cidade vizinha Anápolis, até outubro de 2018. A rádio tinha uma retransmissora na frequência de 107.9 em Brasília mais deixou de ser retransmitido em 2017 dando lugar a Rede Jovem Pan News emissora que ja foi retransmitida na mesma frequência anteriormente.
Em outubro de 2018, a emissora (que era apenas arrendada para a Fonte FM) foi vendida para o cantor Amado Batista, que lança a rádio Amor FM que passou a ocupar a frequência 103,7 MHz, no dia 15 de outubro, fazendo com que a Fonte FM passasse a operar no digital e retransmitida pela AM 1090.
Em 1.º de agosto de 2020, a Fonte FM retornou no FM em Goiânia em 95.7 MHz frequência que ocupada pela Mix FM Goiânia. Em 6 de setembro, saiu da frequência para não se envolver no Escândalo do Padre Robson de Oliveira Pereira, retornando a ser só no digital e parte de sua programação sendo retransmitida na Rádio Aliança 1090 AM KHz.
Em 2022, após receber da Anatel a autorização para a migrar a Rádio Aliança de AM para FM, a migração foi concretizada em julho, na frequência de FM 92.3 e voltando a programação tradicional da Fonte FM. Seu sistema está na mesma torre da Fonte TV, no Faiçaville, na divisa das cidades de Goiânia e Aparecida de Goiânia.